# Giovanni Antonio Rusconi

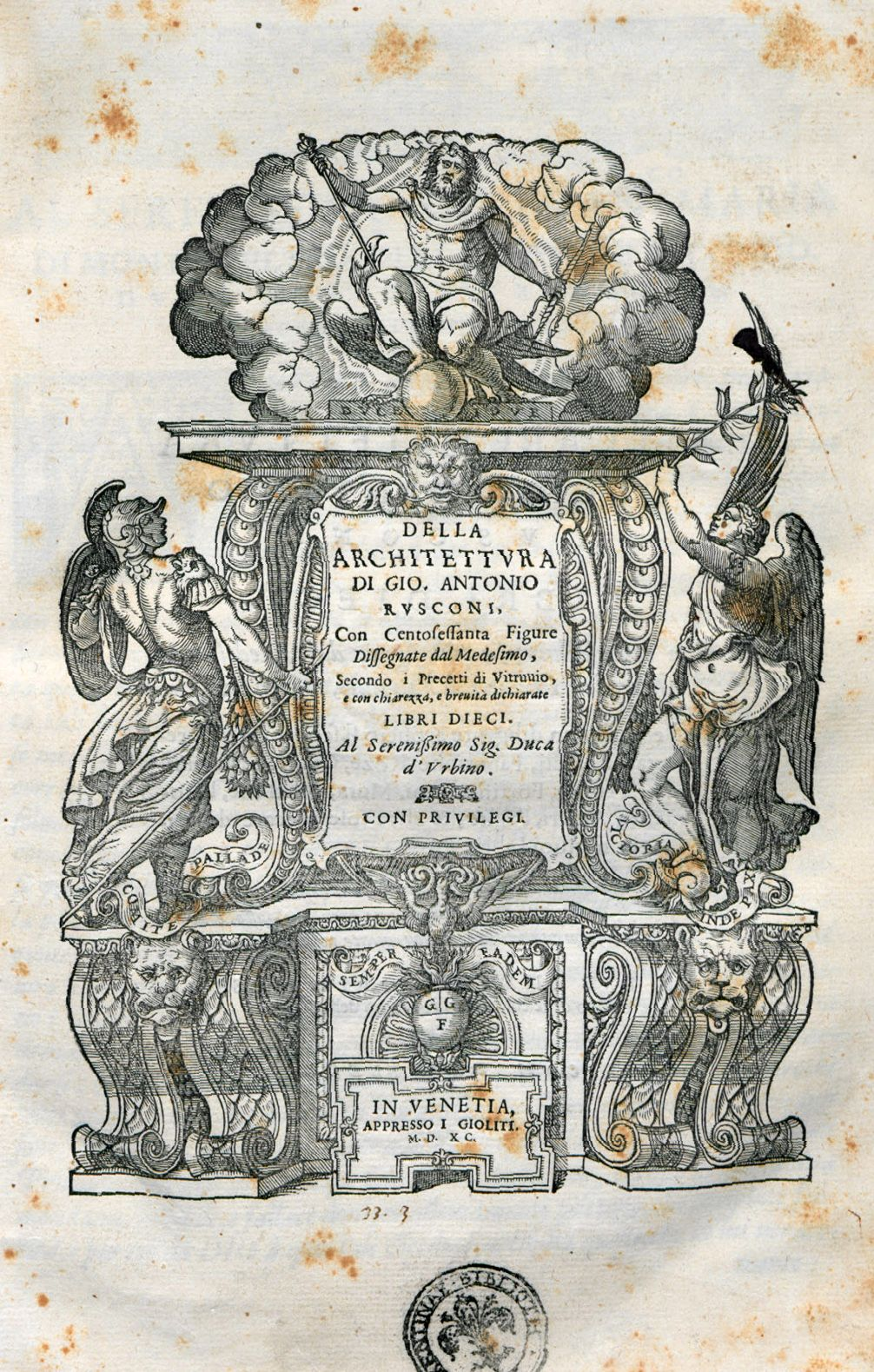
Della architettura, 1590

Giovanni Antonio Rusconi (1500-05 circa – Venezia, 1578) è stato un architetto e pittore italiano.

## Biografia
Nacque da famiglia originaria del Comasco. Fu allievo di Niccolò Tartaglia: si occupò di balistica e anche di idraulica. Inventò nel 1544 un nuovo tipo di mulino, che ebbe grande fortuna e fu molto sfruttato nei territori della Repubblica di Venezia, valendogli il titolo di Magistrato alle Acque. Tutta la sua opera pittorica è andata dispersa. Intraprese prima del 1554 una traduzione di Vitruvio, ma non la portò mai a termine. I disegni volti ad illustrarla furono pubblicati postumi nel 1590. Per quanto riguarda la sua produzione architettonica, si ricorda un casino costruito a Malamocco per la famiglia Pisani, creduto in origine opera di Andrea Palladio. Venne coinvolto nel cantiere del duomo e del palazzo della Loggia di Brescia (assieme a Galeazzo Alessi e ad Andrea Palladio) e di Palazzo Ducale dopo che questo era stato distrutto nel 1575 da un incendio. Suo il progetto di Palazzo Grimani in Prato della Valle a Padova. 

## Opere
- Della architettura, Venezia, Giovanni Giolito de Ferrari (2.) & Giovanni Paolo Giolito de Ferrari, 1590.
- Trattati on line: http://architectura.cesr.univ-tours.fr/Traite/Auteur/Rusconi.asp?param=